# Czachówek (województwo mazowieckie)
Czachówek – wieś sołecka w Polsce położona w województwie mazowieckim, w powiecie piaseczyńskim, w gminie Góra Kalwaria.
W latach 1975–1998 miejscowość administracyjnie należała do województwa warszawskiego.
Przez miejscowość przebiega droga wojewódzka nr 683. Nieopodal wsi znajduje się stacja kolejowa Czachówek Południowy (posiada podziemne przejście i windy na perony). Od niej nazwy wzięły nazwę też inne przystanki w pobliżu: Czachówek Środkowy (nieczynny i opuszczony, stan na 2019 r.), Czachówek Górny, Czachówek Wschodni i Czachówek Zachodni. Stacje kolejowe Czachówek Południowy i Górny zostały odnowione i zmodernizowane dzięki Funduszom Europejskim z UE przeznaczonych na ten cel w związku z zagospodarowaniem lotniska w Radomiu dla potrzeb lotniska międzynarodowego Chopina w Warszawie. Ewenement na skalę europejską gdzie jedna mała wieś posiada (obecnie) trzy stacje kolejowe ze swoją nazwą.